# 厄库尔-克罗夸松
厄库尔-克罗夸松（法語：Heucourt-Croquoison，法語發音：[økuʁ kʁɔkwazɔ̃]）是法国上法蘭西大區索姆省的一个市镇，属于阿布维尔区。该市镇于1840年由原市镇厄库尔（Heucourt）和克罗夸松（Croquoison）合并而成。

## 地理
厄库尔-克罗夸松（49°55'50"N, 1°52'57"E）面积5 平方千米，位于法国上法蘭西大區索姆省，该省份为法国北部沿海省份，北起加来海峡省和北部省，西接滨海塞纳省和大西洋英吉利海峡，南至瓦兹省，东临埃纳省。
与厄库尔-克罗夸松接壤的市镇（或旧市镇、城区）包括：埃波梅尼勒、阿勒里、埃特雷瑞斯特、梅蒂尼、韦尔日。
厄库尔-克罗夸松的时区为UTC+01:00、UTC+02:00（夏令时）。

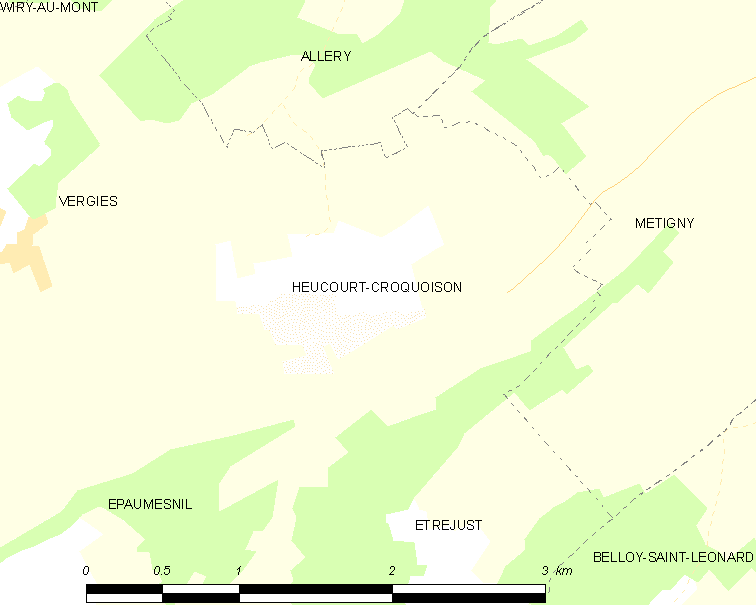
厄库尔-克罗夸松的OSM定位图

## 行政
厄库尔-克罗夸松的邮政编码为80270，INSEE市镇编码为80437。

## 政治
厄库尔-克罗夸松所属的省级选区为皮卡第地区普瓦县。

## 人口

1962-2008年间厄库尔-克罗夸松人口变化图示

厄库尔-克罗夸松于2022年1月1日时的人口数量为107人。